# Psigida rosea
Psigida rosea är en fjärilsart som beskrevs av Arthur Schüssler 1927. Psigida rosea ingår i släktet Psigida och familjen påfågelsspinnare. Inga underarter finns listade.